# Portell de Morella
Portell de Morella é um município da Espanha na província de Castelló, Comunidade Valenciana. Tem 49,4 km² de área e em 2021 tinha 181 habitantes (densidade: 3,7 hab./km²).

## Demografia
| Variação demográfica do município entre 1991 e 2004 | Variação demográfica do município entre 1991 e 2004 | Variação demográfica do município entre 1991 e 2004 | Variação demográfica do município entre 1991 e 2004 |
| --------------------------------------------------- | --------------------------------------------------- | --------------------------------------------------- | --------------------------------------------------- |
| 1991                                                | 1996                                                | 2001                                                | 2004                                                |
| 297                                                 | 277                                                 | 260                                                 | 252                                                 |